# Ngô Gia Hy
Ngô Gia Hy (16 tháng 6 năm 1916 – 6 tháng 10 năm 2004) là bác sĩ và nhà giáo người Việt Nam. Ông là một chuyên gia hàng đầu thế giới về niệu học, thành viên Hội Phẫu học Hoa Kỳ, Hội Niệu học Quốc tế, Hội Niệu học Pháp, và là sáng lập viên Hội Niệu học Đông Nam Á. Ông cũng đồng thời cũng là một nhà văn hóa và một nhà sưu tập tem nổi tiếng tại Việt Nam.

## Thân thế
Ông sinh ngày 16 tháng 6 năm 1916 tại thôn Tam Sơn, phường Tam Sơn, tỉnh Bắc Ninh. Cha của ông là cụ Ngô Gia Lễ, làm đến chức Tri huyện cho triều Nguyễn. Chú ruột ông là Ngô Gia Tự, Bí thư đầu tiên của Xứ ủy Nam Kỳ.
Mẹ mất sớm, từ nhỏ, ông được sự nuôi dạy của cha và mẹ kế. Mặc dù xuất thân Nho học, cha ông hướng ông theo con đường Tây học. Sau khi học xong bậc Tiểu học, ông được cha gửi lên Hà Nội theo học bậc Trung học rồi theo học tại Trường Y khoa Đông Dương. Tại đây, ông được một bác sĩ trẻ người Việt là Tôn Thất Tùng tận tình hướng dẫn. Song song với việc học tập kiến thức y học phương Tây, ông cũng có những nghiên cứu về khí công và đúc kết một số quy tắc về quy luật Hỗ tương sinh tồn trong y học phương Đông.

## Sự nghiệp một đời
Thời gian học bậc Đại học tại Hà Nội, ông tham gia sinh hoạt trong một nhóm sinh viên của Viện Đại học Hà Nội do Trương Tử Anh lãnh đạo. Tại đây, ông có những trình bày những nghiên cứu về quy luật Hỗ tương sinh tồn trong triết học y khoa phương Đông. Những phát biểu của ông có nhiều điểm tương đồng với chủ thuyết Dân tộc sinh tồn mà về sau trở thành nền tảng cho sự hình thành một chính đảng mới. Chính vì vậy, khi Trương Tử Anh tuyên bố thành lập Đại Việt Quốc dân Đảng ngày 10 tháng 12 năm 1939, ông trở thành một trong những đảng viên đầu tiên của đảng Đại Việt.
Mặc dù vậy, mục tiêu chính của ông vẫn thiên về hoạt động khoa học hơn là chính trị. Đứng ngoài những biến động của thời cuộc, ông vẫn tiếp tục theo đuổi việc học dù có những gián đoạn bởi chiến tranh. Năm 1948, ông tốt nghiệp Y khoa và được giữ lại làm trợ giảng tại trường. Năm 1950, ông du học chuyên khoa tại Pháp cho đến năm 1953 thì về nước, tham gia giảng dạy tại Trường Y khoa Sài Gòn.
Như đã nêu trên, là một nhà khoa học chuyên nghiệp, ông rất ít tham gia những hoạt động chính trị. Mặc dù vậy, mang danh là một trong những người sáng lập đảng Đại Việt, đảng phái chính trị đối lập với Tổng thống Ngô Đình Diệm, ông cũng gặp không ít phiền phức từ phía chính quyền Đệ nhất Cộng hòa. Năm 1960, ông sang du học tại Mỹ, sau đó sang Pháp làm luận án Thạc sĩ Y khoa ngành Niệu học năm 1962. Một năm sau ông về nước, tham gia giảng dạy tại Đại học Y khoa Sài Gòn.
Với uy tín trong xã hội, một lần nữa ông trở thành chính khách. Ngày 8 tháng 9 năm 1964, Thượng Hội đồng Quốc gia, một cơ quan chuyển tiếp quyền lực được thành lập trong bối cảnh rối ren tại Việt Nam Cộng hòa kể từ sau cuộc đảo chính 1963. Thượng Hội đồng "gồm 16 nhân sĩ tên tuổi là các ông: Phan Khắc Sửu, Lê Văn Thu, Nguyễn Văn Huyền, Trần Đình Nam, Trần Văn Văn, Trần Văn Quế, Nguyễn Văn Lực, Nguyễn Xuân Chữ, Hồ Văn Nhựt, Mai Thọ Truyền, Ngô Gia Hy, Lê Khắc Quyến, Tôn Thất Hanh, Lương Trọng Tường, Nguyển Đình Luyện, và Hồ Đắc Thắng.". Thời gian làm chính khách của ông chỉ kéo dài 3 tháng. Ngày 20 tháng 12 năm 1964, Hội đồng Quân lực ra thông cáo giải tán Thượng Hội đồng và bắt giữ một số thành viên. Sau sự kiện này, ông lại trở về công tác chuyên môn và gần như không tham gia hoạt động chính trị nữa.
Sau năm 1975, ông ở lại Việt Nam và tiếp tục làm công tác chuyên môn. Do khả năng và uy tín của mình, ông được chính quyền mới trọng dụng. Ông từng giữ chức Chủ nhiệm Bộ môn Niệu tại Đại học Y Dược TPHCM và Trung tâm Đào tạo và Bồi dưỡng cán bộ y tế TPHCM. Ông là sáng lập viên Hội Niệu học Đông Nam Á, hội viên Hội Niệu học Pháp, Hội Niệu học quốc tế. Về công trình nghiên cứu, ông là tác giả của hàng chục đầu sách và hơn 140 công trình nghiên cứu y khoa. Là nhà phẫu thuật hàng đầu về niệu tại Việt Nam, ông là thành viên của Hiệp hội Các Nhà giải phẫu quốc tế.
Ngoài các chức vụ trong các tổ chức chuyên môn, ông còn là Ủy viên Ủy ban Trung ương Mặt trận Tổ quốc Việt Nam khóa IV, được phong hàm Giáo sư và danh hiệu Nhà giáo ưu tú năm 1990. Ông là một trong những nhà sáng lập Đại học dân lập Hùng Vương và đồng thời cũng là HIệu trưởng đầu tiên của trường này từ năm 1995-2000.
Ông qua đời ngày 6 tháng 10 năm 2004 tại Thành phố Hồ Chí Minh.

## Vinh danh

### Các tác phẩm, công trình nghiên cứu
Trong suốt sự nghiệp của mình, ông cùng các cộng sự của mình đã có 20 đề tài và 140 công trình nghiên cứu khoa học như:
- Phẫu thuật bảo tồn lao thận (1961)
- Nghiên cứu bướu ác bọng đái tại miền Nam Việt Nam (1962)
- Phương pháp cầm máu trong cắt bỏ bướu lành tiền liệt tuyến (1969)
- Phẫu thuật tạo hình bọng đái (1958-1962)
- Phẫu thuật tạo hình niệu sinh dục (1966)
- Biến chứng niệu trong ung thư cổ tử cung
- Tai biến đường tiểu trong phẫu thuật
- Thủ thuật sản phụ khoa (1962-1971)
- Những can thiệp khẩn cấp vào hệ sinh dục trên người nhiều tuổi (1990)
- Hiếm muộn và vô sinh nam (1965)

Ngoài ra, ông cũng đã viết và xuất bản 7 sách giáo khoa niệu học, 20 sách chuyên đề về y đức, khí công...
- Xây dựng thuật ngữ y học
- Từ điển Niệu học giải phẫu
- Từ điển Niệu học giải nghĩa Việt - Anh - Pháp
- Kết hợp y học cổ truyền với y học hiện đại trên cơ sở dịch lý
- Y đức và sinh học
- Toàn tập niệu học
- Việt ngữ chính tả
- Việt sử và hồn thơ
- Khí công[7]

### Thành viên các tổ chức chuyên môn
- Hội Phẫu học Hoa Kỳ
- Hội Niệu học Quốc tế
- Hội Niệu học Pháp
- Hội Niệu học Đông Nam Á (sáng lập viên)
- Tổng hội Y Dược học Việt Nam (Ủy viên Ban chấp hành)
- Hội Niệu học Việt Nam (Chủ tịch danh dự)
- Hội Niệu thận học TP. HCM (Chủ tịch)
- Hội Y học dân tộc Việt Nam

Ngoài ra ông còn từng giữ các chức vụ như
- Tổng thư ký Tập san y học Acts Medica Vietnam (Hội Y học VN, 1962-1975)
- Tổng biên tập Tập san "Thời sự y dược học TP. HCM"
- Chủ tịch sáng lập Đại học Hùng Vương Thành phố Hồ Chí Minh

### Các danh hiệu, giải thưởng
- Giải thưởng khoa học Tôn Thất Tùng (2004)
- Huân chương Lao động hạng Ba (1999)
- Huy chương Vì sự nghiệp giáo dục (1997)
- Nhà giáo ưu tú (1990)
- Huy chương Vì thế hệ trẻ (1988)